# Сьова (антарктична станція)
Сьова (яп. 昭和基地 - японська цілорічна науково-дослідна станція в Антарктиді.
На Сьові з моменту відкриття постійно ведуться метеорологічні спостереження. Середньорічна температура — близько -10 °С. Крім того, проводиться ряд спостережень з геофізики,  гляціології, океанології, біології і запуск геофізичних ракет.

## Історія
Заснована в 1957 році на острові Іст-Онгуль в морі Космонавтів поблизу берегів Землі Королеви Мод. Цілий рік діє з 1966 року.
Назву станції було дано на честь періоду Сьова імператора Хірохіто.

## Клімат
| Клімат (1981–2010)                         | Клімат (1981–2010) | Клімат (1981–2010) | Клімат (1981–2010) | Клімат (1981–2010) | Клімат (1981–2010) | Клімат (1981–2010) | Клімат (1981–2010) | Клімат (1981–2010) | Клімат (1981–2010) | Клімат (1981–2010) | Клімат (1981–2010) | Клімат (1981–2010) | Клімат (1981–2010) |
| Показник                                   | Січ.               | Лют.               | Бер.               | Квіт.              | Трав.              | Черв.              | Лип.               | Серп.              | Вер.               | Жовт.              | Лист.              | Груд.              | Рік                |
| Середній максимум, °C                      | 2,0                | −0,5               | −4,3               | −7,6               | −10,7              | −12,1              | −14,1              | −15,8              | −14,9              | −10,8              | −4                 | 1,1                | −7,6               |
| Середня температура, °C                    | −0,7               | −2,9               | −6,5               | −10,1              | −13,5              | −15,2              | −17,3              | −19,4              | −18,1              | −13,5              | −6,8               | −1,6               | −10,4              |
| Середній мінімум, °C                       | −3,7               | −5,5               | −9,2               | −13                | −16,6              | −18,7              | −20,8              | −23,3              | −22                | −17,2              | −10,4              | −4,6               | −13,7              |
| Середня кількість сонячних годин на місяць | 375,7              | 203,2              | 120,1              | 58,0               | 17,7               | 0,0                | 4,8                | 64,1               | 136,5              | 191,0              | 316,0              | 434,6              | 1925,9             |
| Днів зі снігом                             | 11,0               | 14,2               | 19,3               | 20,1               | 18,5               | 17,2               | 18,9               | 19,3               | 18,2               | 20,2               | 13,9               | 10,7               | 200,6              |
| Вологість повітря, %                       | 67                 | 68                 | 71                 | 72                 | 67                 | 65                 | 66                 | 64                 | 64                 | 69                 | 68                 | 68                 | 67                 |
| ------------------------------------------ | ------------------ | ------------------ | ------------------ | ------------------ | ------------------ | ------------------ | ------------------ | ------------------ | ------------------ | ------------------ | ------------------ | ------------------ | ------------------ |
| Джерело: Метеорологічне управління Японії  |                    |                    |                    |                    |                    |                    |                    |                    |                    |                    |                    |                    |                    |

## В масовій культурі
Про станцію знято фільм Антарктика та серіал Антарктида.